# Portland Timbers
Portland Timbers este un club de fotbal profesionist din Portland, Statele Unite. Clubul a fost fondat în 2009, când orașul Portland a primit un loc de extindere pentru Major League Soccer și a început să evolueze în Major League Soccer (MLS) din 2011. Clubul este a patra franciza de fotbal cu sediul în Portland, care să includă numele Timbers, nume care își are originea în echipa inițială fondată în 1975.
În sezonul 2013, Timbers a terminat pe primul loc în Conferința de Vest, obținând prima apariție în play-off și un loc în Liga Campionilor CONCACAF. În sezonul 2015, Portland a câștigat finala Conferinței de Vest și s-a calificat în finala MLS Cup 2015, unde a învins echipa Columbus Crew SC 2-1, câștigând primul lor titlu.
În 2017, clubul a încheiat din nou sezonul regulat pe primul loc în Conferința de Vest. În 2018, Timbers a ajuns din nou în playoff, avansând trei runde, pe parcurs trecând de marea rivală Seattle, în semifinale, și au ajuns în finala MLS unde au pierdut cu 2-0 în fața echipei Atlanta United FC. În 2020, Timbers a câștigat turneul unic MLS is Back, învingând pe Orlando City SC în finală și s-au calificat din nou în Liga Campionilor. În 2021, Timbers a câștigat Conferința de Vest și s-au clasat din nou pe locul doi în Cupa MLS, pierzând finala cu New York City FC cu 4–2 la penalty-uri după 1–1 la finalul prelungirilor.
Portland are rivalități de lungă durată cu cluburile din apropiere Seattle Sounders FC și Vancouver Whitecaps FC, cu care concurează pentru Cupa Cascadia.

## Lotul actual
La 30 iunie 2024. 
| Nr. |                            | Poziție | Jucător            |
| --- | -------------------------- | ------- | ------------------ |
| 2   | Peru                       | F       | Miguel Araujo      |
| 4   | Canada                     | F       | Kamal Miller       |
| 5   | Argentina                  | F       | Claudio Bravo      |
| 9   | Chile                      | A       | Felipe Mora        |
| 10  | Brazilia                   | M       | Evander            |
| 11  | Brazilia                   | A       | Antony             |
| 13  | Croația                    | F       | Dario Župarić      |
| 14  | Uruguay                    | A       | Jonathan Rodríguez |
| 15  | Statele Unite ale Americii | F       | Eric Miller        |
| 16  | Canada                     | P       | Maxime Crépeau     |
| 17  | Statele Unite ale Americii | A       | Tega Ikoba         |
| 18  | Canada                     | F       | Zac McGraw         |

| Nr. |                            | Poziție | Jucător               |
| --- | -------------------------- | ------- | --------------------- |
| 19  | Statele Unite ale Americii | M       | Eryk Williamson       |
| 21  | Columbia                   | M       | Diego Chará (căpitan) |
| 22  | Paraguay                   | M       | Cristhian Paredes     |
| 24  | Argentina                  | M       | David Ayala           |
| 25  | Statele Unite ale Americii | P       | Trey Muse             |
| 27  | Columbia                   | A       | Dairon Asprilla       |
| 29  | Columbia                   | F       | Juan David Mosquera   |
| 30  | Columbia                   | M       | Santiago Moreno       |
| 33  | Republica Democrată Congo  | F       | Larrys Mabiala        |
| 41  | Canada                     | P       | James Pantemis        |
| 44  | Costa Rica                 | M       | Marvin Loría          |
| 99  | Brazilia                   | A       | Nathan Fogaça         |

## Palmares

### Național
- Cupa MLS
  - Campioană: 2015
  - Finalistă: 2018, 2021
- Conferința de Vest
  - Câștigătoare Playoff: 2015, 2018, 2021
  - Câștigătoare sezon regulat: 2013, 2017

### Continental
- CONCACAF Champions League (cel mai bun rezultat):
  - Sferturi de finală: 2021